# اوبروایس (آلمان)
اوبروایس (آلمان) (به آلمانی: Oberweis) یک شهر در آلمان است که در بیتبورگ-پروم واقع شده‌است. اوبروایس ۵۵۰ نفر جمعیت دارد.